# Hari-onagu
Hari-onagu (針女子) ou Harionna (針女) é um youkai feminino japonês. Diz-se que é uma mulher bonita com cabelos extremamente longos pontilhado de espinhos. Ela consegue controlar seu cabelo e o usa para capturar homens. Vaga pelas estradas da província de Ehime em Shikoku em busca de vítimas. Quando encontrar um homem jovem ela sorrirá para ele e se ele sorrir de volta ela o atacará com seus cabelos.
Um exemplo de Hari-onagu é a personagem Yura dos Cabelos Invertidos, um dos primeiros youkais encontrados na série InuYasha.